# Шестопоясен броненосец
Шестопоясен броненосец (Euphractus sexcinctus) е вид бозайник от семейство Броненосцови (Dasypodidae), единствен представител на род Euphractus.

## Разпространение
Видът е разпространен в Аржентина (Ентре Риос, Кордоба, Кориентес, Мисионес, Салта, Сан Салвадор де Хухуй, Санта Фе, Сантяго дел Естеро, Тукуман и Чако), Боливия, Бразилия (Алагоас, Амапа, Баия, Гояс, Еспирито Санто, Мараняо, Мато Гросо, Мато Гросо до Сул, Минас Жерайс, Пара, Параиба, Парана, Пернамбуко, Пиауи, Рио Гранди до Норти, Рио Гранди до Сул, Рио де Жанейро, Рондония, Санта Катарина, Сао Пауло, Сеара, Сержипи и Токантинс), Парагвай, Суринам и Уругвай.